# Гневковское княжество
Гневковское княжество (пол. Księstwo gniewkowskie) — польское удельное княжество, существовавшее в 1314—1364 годах в историческом регионе Куявия со столицей в городе Гневково.

## История

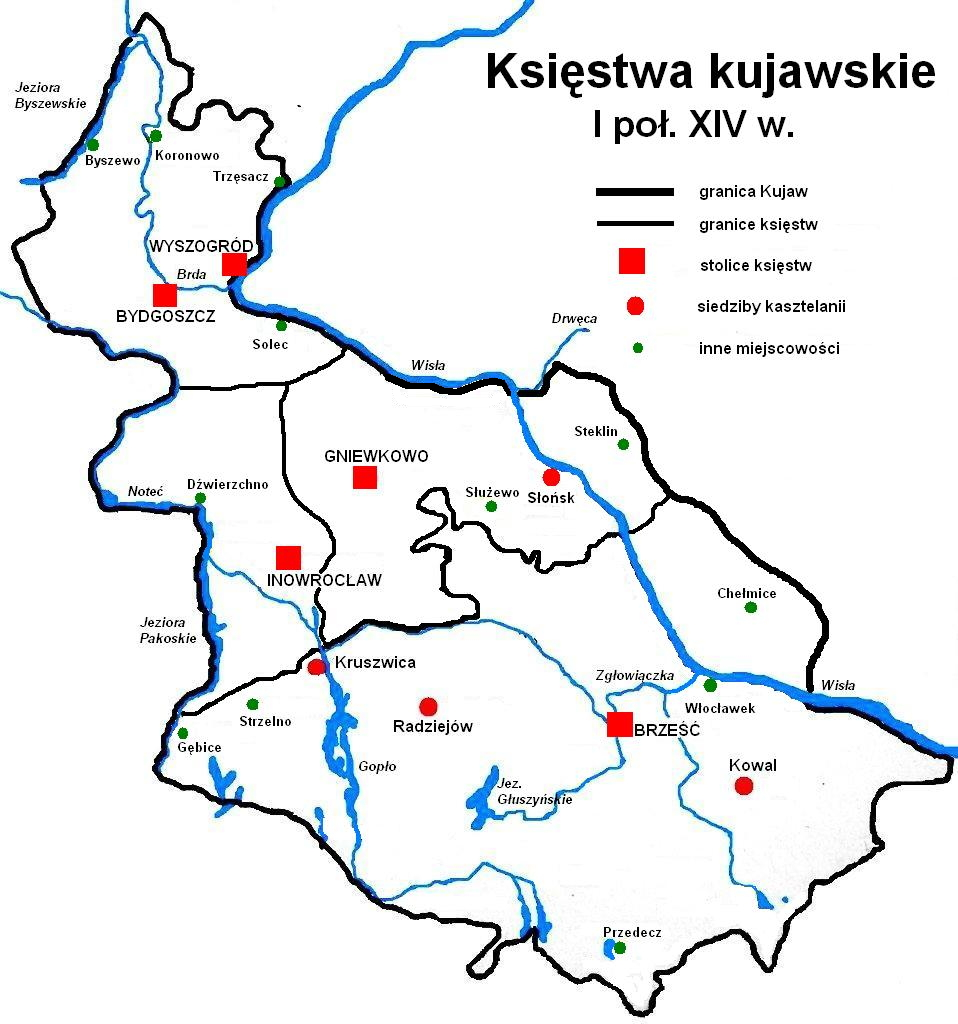
Куявские княжества в начале XIV века

Гневковское княжество было создано в 1314 году в результате раздела Иновроцлавского княжества между сыновья князя Земомысла Иновроцлавского. Восточные земли вокруг города Гневково получил младший брат Казимир. Во время польско-тевтонской войны (1326—1332) Казимир лишился своего княжества, которое вместе со всей Куявией было оккупировано тевтонскими крестоносцами. После заключения Калишского мира между Польшей и Тевтонским орденом в 1343 году Казимир смог вернуть себе Гневково.
В 1347/1351 году после смерти Казимира Гневсковского ему наследовал его единственный сын Владислав Белый (ок. 1330—1388). В 1364 году Владислав отдал Гневковское княжество в залог польскому королю Казимиру III Великому за 1000 флоринов, а сам отправился в паломничество. В 1370 году после смерти Казимира Великого Владислав Белый попытался вернуть себе Гневковское княжество, но новый польский король Людвик Великий отказался вернуть ему княжество. В 1373 и 1375 годах Владислав Белый дважды вторгался в Куявию, но не смог добиться результата. В 1377 году он подписал мир с Людвиком Великим, отказавшись в его пользу от Гневковского княжества за 10 000 флоринов.
Гневковское княжество было присоединено к землям Польской короны и стала частью Бжесць-Куявского воеводства.

## Князья Иновроцлава
| #                                    | Портрет                              | Имя (годы жизни)                                | Родители                                     | Годы правления      | Примечания                                |
| ------------------------------------ | ------------------------------------ | ----------------------------------------------- | -------------------------------------------- | ------------------- | ----------------------------------------- |
| 1                                    |                                      | Казимир III Гневковский (1280/1287 — 1347/1350) | Земомысл Иновроцлавский Саломея Померельская | 1314–1332           | князь Иновроцлавский (с 1287 по 1314 год) |
| Захвачено Тевтонским орденом         | Захвачено Тевтонским орденом         | Захвачено Тевтонским орденом                    | Захвачено Тевтонским орденом                 | 1332–1343           |                                           |
| 1                                    |                                      | Казимир III Гневковский (1280/1287 — 1347/1350) | Земомысл Иновроцлавский Саломея Померельская | 1343–1347/1350      |                                           |
| 2                                    |                                      | Владислав Белый (ок.1330 — 29 февраля 1388)     | Казимир III Гневковский                      | 1347/1350–1363/1364 |                                           |
| Вошло в состав Польского королевства | Вошло в состав Польского королевства | Вошло в состав Польского королевства            | Вошло в состав Польского королевства         | 1363/1364           |                                           |